# Glasgow (Missouri)
Glasgow is een plaats (city) in de Amerikaanse staat Missouri, en valt bestuurlijk gezien onder Chariton County en Howard County.

## Demografie
Bij de volkstelling in 2000 werd het aantal inwoners vastgesteld op 1263.
In 2006 is het aantal inwoners door het United States Census Bureau geschat op 1203, een daling van 60 (-4,8%).

## Geografie
Volgens het United States Census Bureau beslaat de plaats een oppervlakte van
3,7 km², waarvan 3,5 km² land en 0,2 km² water. Glasgow ligt op ongeveer 244 m boven zeeniveau.

## Plaatsen in de nabije omgeving
De onderstaande figuur toont nabijgelegen plaatsen in een straal van 20 km rond Glasgow.